# Roxanne Hall
Roxanne Hall (née le 17 mars 1976 à Romford, Essex) est une actrice de films pornographiques britannique.

## Biographie
Elle commence sa carrière à l'âge de 18 ans, et a tourné depuis plus de 400 films.
Roxanne apparait en 1998 dans la vidéo du groupe The Melvins "Bar X The Rocking M"  (album Alive at the F*cker Club) avec Stephanie Swift.

## Filmographie sélective
- 1994 Tiffany Lords Straps One On 1 & 2
- 1995 Hollywood Lesbians
- 1996 No Man's Land 14
- 1997 No Man's Land 17
- 1997 No Man's Land 18
- 1997 : Best of Buttslammers 14
- 1997 : Best of Buttslammers 15
- 1997 : Best of Buttslammers 15
- 1998 Welcome To The Cathouse
- 1999 Erotic World of Shayla LaVeaux
- 2000 Euro Anal Sluts 1 & 2
- 2001 Deep Inside Jenna Jameson
- 2002 No Man's Land 37
- 2003 Girl Time
- 2004 Pussy Party 5
- 2005 Pussy Party 9
- 2006 Smother Sisters
- 2007 Vaginaterians
- 2008 Busted 1
- 2009 Cougars Love Kittens
- 2010 Girls Who Want Girls
- 2011 Lesbian Adventures: Strap-On Specialists 3
- 2012 Fuck My Mom and Me 18

## Récompense
- AVN Award de l'année 1999 (vainqueur) – Best All-Girl Sex Scene, Video –- Buttslammers 16 [2]